# Australoodera
Australoodera är ett släkte av steklar. Australoodera ingår i familjen hoppglanssteklar.
Kladogram enligt Catalogue of Life:
| Australoodera | \| \| Australoodera albolata \| \| \| \| \| \| Australoodera bicinctipilum \| \| \| \| \| \| Australoodera narendrani \| \| \| \| \| \| Australoodera varicornis \| \| \| \| |
|               | \| \| Australoodera albolata \| \| \| \| \| \| Australoodera bicinctipilum \| \| \| \| \| \| Australoodera narendrani \| \| \| \| \| \| Australoodera varicornis \| \| \| \| |
|               | Australoodera albolata |
|               | |
|               | Australoodera bicinctipilum |
|               | |
|               | Australoodera narendrani |
|               | |
|               | Australoodera varicornis |
|               | |